# 異型蠍鿳屬

異型蠍鿳屬（學名：Atypichthys）又名異型蠍舵魚屬，為日鱸目細刺魚科的一屬，傳統上歸於鱸形目舵魚科。

## 分類
本屬原被歸類為舵魚科之一屬，但傳統的舵魚科存有併係群問题，於是分類學者拆分出細刺魚科，本屬是其四個屬之一。

### 內部分類
本屬包含2个物種：
- 條紋異型蠍鿳 Atypichthys strigatus  (Günther, 1860)
- 紐西蘭異型蠍鿳 Atypichthys latus  McCulloch & Waite, 1916

## 外部連結
- 维基共享资源上的相關多媒體資源：異型蠍鿳屬